# Sonny Side Up
Sonny Side Up es un álbum de Dizzy Gillespie con Sonny Stitt y Sonny Rollins. Grabado en diciembre de 1957 en Nueva York para Verve Records, de acuerdo con Allmusic, es una de las mejores grabaciones de una jam session de jazz.
El título hace referencia a los motes de los dos saxos tenor, y la primera pista del álbum, un estándar del jazz que Gillespie tenía en su repertorio.
Es el primero en publicarse de dos álbumes grabados con los mismos músicos, aunque para el segundo, Duets, grabado la semana anterior, Stitt y Rollins tocan con Gillespie por separado, de allí el título del segundo álbum.
Por otra parte, Sonny Stitt, acompañado por Jimmy Jones, Aaron Bell, Roy Haynes, grabaría un álbum con el mismo título para Roost Records en 1960.

## Lista de canciones
1. «On the Sunny Side of the Street» (Jimmy McHugh, Dorothy Fields) - 5:43
2. «The Eternal Triangle» (Stitt) - 14:10
3. «After Hours» (Avery Parrish) - 12:21
4. «I Know That You Know» (Vincent Youmans) - 5:28

## Músicos
- Dizzy Gillespie - trompeta, voz (pista 1)
- Sonny Stitt - saxo tenor
- Sonny Rollins - saxo tenor
- Ray Bryant - piano
- Tommy Bryant - contrabajo
- Charlie Persip - batería